# All Out (2022)
 All Out 2022 — шоу промоушна All Elite Wrestling, организованное и показанное по системе PPV 4 сентября 2022 года. Мероприятие было проведено на стадионе Now Arena в Хоффман Эстейтс (Иллинойс, США), это было четвёртое шоу под брендом «All Out». Шоу с таким названием традиционно проводится в начале сентября, в уик-енд Дня Труда. В 2018-м году в эти сроки было проведено шоу «All In», являющееся идейным прародителем всего «AEW», так что шоу «All Out» в какой-то мере можно считать Днем рождения компании.

## Предыстория
Серия шоу AEW All Out считается одной из главных для All Elite Wrestling, шоу с таким названием является одним из четырёх PPV, которые в AEW проводятся ежегодно (вместе с Full Gear (конец осени), Revolution (конец зимы) и Double or Nothing (конец весны). Первая информация о том, что All Out вернётся в Хоффман Эстейтс, появилась в середине июня. О проведении шоу было официально объявлено 13 июля. В тот день назвали дату — 4 сентября и место проведения шоу — пригород Чикаго Хоффман Эстейтс. Традиционно перед «All Out» на той же арене Now Arena проведут еженедельные ТВ-шоу Dynamite (31 августа) и Rampage (2 сентября), которые покажут в прямом эфире. Билеты на шоу поступили в продажу 15 июля.
18 августа было объявлено, что в тот же день и в то же время будет проведено шоу WWE «Worlds collide», где должны состояться матчи при участии рестлеров NXT и NXT UK.

## Сюжеты и назначение матчей
Традиционно на шоу рестлинга рестлеры проводят матчи, развивающие их сюжеты и истории. Наиболее частый вид матча — противостояние положительного («фейс») и отрицательного («хил»). Подготовка матча и раскрытие сути конфликта происходит на телевизионных шоу — в случае AEW это «Dynamite» и «Rampage», на веб-шоу «Dark», «Dark: Elevation», а также в различных видео-блогах участников, например, «Being the Elite» (Янг-Бакс).
Первым официально подтвержденным матчем на «All Out» стал финал турнира за вновь введенное Чемпионство Трио AEW. Сетку и список участников опубликовали на Dynamite 10 августа. В турнире было заявлено участие восьми команд: Треугольник Смерти (ПАК и Луча-Братья), Единая Империя (Уилл Оспрей и Осси Опен), Андраде эль Идоло, Руш и Дракон Ли, Янг Бакс и неназванный напарник, Дом Тьмы (Малакай Блэк, Броди Кинг и Бадди Мэттьюс), Темный Порядок (с неназванными участниками), Лучшие Друзья (Орандж Кэссиди, Чак Тэйлор и Трент Баррета), Трастбастеры (Ари Дайвари, Паркер Бодро и Слим Джей). Начало турнир было назначено на Dynamite 17 августа.
17 августа на Dynamite был назначен матч за женское чемпионство между действующей обладательницей титула Громорозой и претенденткой Тони Шторм. Это их второй матч менее, чем за три месяца. В первом — на шоу Forbidden Door 26 июня Громороза успешно защитила Чемпионство. После этого рестлерши объединились в команду и провели несколько матчей вместе, победив Найлу Роуз и Марину Шафир, проиграв Бритт Бейкер и Джейми Хейтер, а также вместе с Хикару Сидой победив Эми Сакуру, Роуз и Шафир. На Dynamite 24 августа Громороза объявила, что из-за полученной ранее травмы пропустит шоу, и в результате на All Out был назначен матч за Временное Женское Чемпионство, в который заявили Тони Шторм, Джейми Хейтер, а также бывших Чемпионок Бритт Бейкер и Хикару Шиду.
В течение нескольких недель Чемпион TNT Уордлоу враждовал с трио, состоящим из индийского рестлера, а в прошлом баскетболиста Сатнама Сингха, а также Джея Литала и Сонджея Датта. В этом противостоянии ему на помощь пришли Дакс Харвуд и Кэш Уилер из команды «ФТР». В результате 17 августа на Dynamite был назначен матч этих двух трио. Несмотря на это неделей позже Датт объявил, что напарниками Литала станут рестлеры Impact Wrestling Крис Сэйбин и Алекс Шелли.
19 августа на Rampage было объявлено, что на All Out будет снова проведён фирменный матч AEW — Казино-матч с лестницами.
29 мая 2022 на Double or Nothing состоялся массовый матч 5х5 без правил, в котором Крис Джерико и его соратники бились против представителей Бойцовского клуба Блэкпула Брайана Дэниелсона и Джона Моксли, товарища Моксли Эдди Кингстона и примкнувших к нему бывших соратников Джерико Ортиса и Сантаны. С Кингстоном у Джерико был сюжет ранее, и этот сюжет Крис завершил победой на Dynamite 20 июля. Он утвердил торжество «Спортивных развлекателей» в пику «рестлерам», как себя называли противники. 27 на августа на Dynamite был назначен матч Дэниелсона и соратнику Джерико Даниэля Гарсии. Гарсия одержал победу решением судьи. После этого Гарсию стали призывать сменить «окраску» и переметнуться в группировку Дэниелсона. 17 августа на Dynamite Дэниелсон и Гарсия провели матч-реванш до двух выигранных раундов. Этот матч выиграл Брайан, а по ходу шоу комментаторы, а также приглашенный ветеран Рикки Стимбоат регулярно высказывали мнение, что Гарсии будет лучше под крылом Дэниела. В итоге 24 августа на Dynamite Крису Джерико и Брайану Дэнилесону назначили матч на All Out.
Ещё одним следствием этого конфликта стал командный микст-матч. 20 июля на Dynamite Сэмми Гевара вмешался в матч Эдди Кингстона и Криса Джерико, придя на помощь своему товарищу по группировке. В результате Джерико одержал победу, а Кингстон после поражения был очень зол на Гевару. На Dynamite 3 августа Кингстон потребовал матч против Гевары на шоу All Out. Матч, однако, не состоялся, поскольку Эдди Кингстон был отстранен за попытку устроить закулисную потасовку с Геварой. Учитывая, что это случилось буквально накануне шоу, Гевара на All Out всё же отправился, но в командный микст-матч. Вместе с Тай Мело ему назначили ещё одну защиту титулов Микст-Чемпионов мексиканской организации ААА от Руби Сохо и Ортиса, которых они уже победили на Rampage 26 августа, но которые затем взяли реванш 2 сентября — за день до шоу.
Сам же Эдди Кингстон своё отстранение успел отбыть, и получил матч на шоу — против японского рестлера Томохиро Ишии.
13 июля на Dynamite Кит Ли и Шейн Стрикленд выиграли Командное чемпионство AEW. Команда одержала пару побед, защитив титул на Rampage 17 августа от Частной Вечеринки. Параллельно «Признанные» Макс Кастер и Энтони Боуэнс разобрались с Остином и Кольтеном Ганном, победив их в матче с мусорным контейнером. На Dynamite 24 августа было объявлено, что на All Out Ли и Стрикленд будут защищать титулы от Признанных.
С осени 2021 года ветеран рестлинга Кристиан Кейдж поддержал команду «Экспресс Юрского Периода» в составе Джангл Боя и Лучазавра. Рестлеры при его поддержке выиграли командное чемпионство, но в итоге Кристиан подставил Джангл Боя и попытался перетащить на свою сторону Лучазавра. Друзья в итоге остались вместе, и Джангл Бой предложил Кристиану матч на All Out. Кристиан отказался, но неделей позже всё же ответил согласием на матч.
27 июля на Dynamite разругались давние напарники Рикки Старкс и Уилл Хоббс. Хоббс напал на Старкса со спины после того, как Старкс проиграл матч Хуку. Вся троица была в составе команды Тэза, который неделей позже объявил, что распускает свою группировку. На том же шоу Старкс предъявил Хоббсу претензии, а затем и бросил вызов на матч. 24 августа на Dynamite матч был утвержден.
29 мая на Double or Nothing в AEW дебютировала рестлерша Афина, которая пришла на помощь Крис Статландер и Анне Джей, которых при помощи своих подруг пыталась избить Чемпионка TBS Джейд Каргилл. Афина сразу обозначила свои претензии на титул и завязала противостояние с Джейд. 20 июля на Dynamite у них состоялся командный матч, В котором Джейд сопровождала Кира Хоган, а Афину — Уиллоу Найтингейл. После нескольких недель конфликтов на Rampage 26 августа Каргилл предложила Афине матч на All Out с Чемпионством TBS на кону.
29 мая на Double or Nothing СМ Панк победил Адама Пейджа и завоевал титул чемпиона мира AEW. Уже 3 июня на шоу Rampage было объявил, что получил травму, однако генеральный менеджер, президент, совладелец и главный букер AEW Тони Хан запретил ему сдавать титул. На время лечения Си Эм Панка было введено временное чемпионство AEW, обладатель которого определился на шоу Forbidden Door, им стал Джон Моксли, который затем успешно защищал титул в течение лета от Броди Кинга, Руша и Криса Джерико. После матча против Джерико, который состоялся 10 августа на Dynamite вернулся СМ Панк. Он помог Джону Моксли справиться с противниками, а после того, как Моксли ушел с ринга, дал понять, что чемпион должен остаться один. Неделей позже был назначен матч за объединение титулов: его запланировали провести на Dynamite 24 августа. Этот матч выиграл Моксли, причем это случилось в очень коротком поединке. Через неделю Моксли принес на ринг «открытый» контракт на матч за титул и поставил на нем свою подпись. Этот контракт подобрал старинный товарищ и тренер СМ Панка Эйс Стил, который позже убедил Панка ответить на вызов. Контракт был подписан.

## Критика шоу
Вскоре после объявления места проведения шоу поклонники AEW из разных регионов США возмутились тем, что All Out будет снова организовано в штате Иллинойс. В Чикаго и пригородах проводится значительное число шоу AEW (с августа 2021 года по сентябрь 2022 года — 10 крупных шоу с продолжительными ТВ-записями), и это вызывает опасения, что мероприятие со временем потеряет привлекательность для местных зрителей. Также поездка в Иллинойс из других штатов может быть сопряжена с большими тратами. Кроме того буквально за два месяца до назначения руководитель AEW Тони Хан в интервью TSN обещал рассмотреть вариант организации шоу в другом городе.
Вместе с тем регион Чикаго считается фактически домашней территорией. Он сам родом из пригорода Чикаго, в детстве и юности посещал многие шоу, организованные в этом городе. Считается, что в этом регионе у AEW наиболее благодарные зрители. Также высказывалось предположение, что руководство AEW желает создать традицию проведения некоторых шоу в определённых регионах: и в частности, шоу в уик-енд Дня Труда должно было стать традиционным «Чикагским» шоу.
Многие обозреватели отмечали сумбурную подготовку матчей к шоу, почти все матчи назначались менее, чем за две недели до шоу. Более того, некоторые уже назначенные матчи в итоге изменили из-за травм или по иным неназываемым причинам. Отдельной критики удостоили матч за объединение Чемпионских титулов AEW, который состоялся за полторы недели на Dynamite 24 августа. Матч продлился менее четырёх минут и оставил вопросы, почему такой крупный матч не был оставлен на PPV, а также почему все ещё травмированному СМ Панку разрешили вернуться на ринг.

## Скандальная пресс-конференция СМ Панка и драка после шоу
На пресс-конференции по итогам шоу выигравший второе Чемпионство AEW СМ Панк высказал несколько резких замечаний в адрес других сотрудников AEW. Он снова высмеял Кольта Кабану, предъявил претензии тому, как Янг Бакс, имея должности исполнительных вице-президентов, безответственно относились ранее к его работе в статусе главного фэйса компании. Также СМ Панк снова обвинил Эдама Пэйджа в том, что он совершенно не пытается стать лучше и перенять опыт у известных ветеранов, работавших в AEW. После пресс-конференции обозлённые Янг Бакс пришли в раздевалку СМ Панка поговорить, и разговор вылился в драку. По итогам инцидента все его участники были отстранены и лишены титулов. На последующем Dynamite все кадры с участием СМ Панка были удалены из заставки шоу, а комментаторы и обозреватели шоу ни разу не упомянули его имя несмотря на то, что буквально тремя днями ранее он выиграл титул Чемпионам фактически на главном шоу года AEW.

## Результаты шоу
| №                                                                                       | Результаты | Условия                                               | Время |
| --------------------------------------------------------------------------------------- | --- | ----------------------------------------------------- | ----- |
| 1P                                                                                      | Сэмми Гевара и Тай Мело (c) победили Ортиса и Руби Сохо                                                                           | Матч за Микст-Чемпионство AAA                         | 6:00  |
| 2P                                                                                      | Хук (c) победил Анджело Паркера                                                                                                   | Матч за чемпионство FTW                               | 3:55  |
| 3P                                                                                      | Пак (c) победил Кипа Сабиана | Матч за всеатлантическое чемпионство AEW              | 3:55  |
| 4P                                                                                      | Эдди Кингстон победил Томохиро Ишии                                                                                               | 12:25                                                 | 13:25 |
| 5                                                                                       | Джокер победил Клаудио Кастаньоли, Джимми Юту, Пенту эль 0М, Рея Феникса, Руша, Андраде эль Идоло и Данте Мартина                 | Казино-матч с лестницами                              | 14:15 |
| 6                                                                                       | Элита (Кенни Омега и «Янг Бакс» (Ник и Мэтт Джексоны)) победили Эдама Пэйджа и «Тёмный порядок» (Алекс Рейнолдс и Джон Сильвер)   | Финал турнира за титулы Чемпионов мира AEW среди трио | 19:50 |
| 7                                                                                       | Джейд Каргилл (c) победила Афину                                                                                                  | Матч за Чемпионство TBS                               | 4:20  |
| 8                                                                                       | Чемпион ТНТ Уордлоу и FTR (Кэш Уилер и Дакс Харвуд) победили Джея Литала и «Пулемётов города моторов» (Алекс Шелли и Крис Сэйбин) | Матч трио                                             | 16:30 |
| 9                                                                                       | Уилл Хоббс победил Рикки Старкса                                                                                                  | Матч 1х1                                              | 5:05  |
| 10                                                                                      | Кит Ли и Сверв Стрикленд (c) победили Признанных (Энтони Боуэнс и Макс Кастер)                                                    | Матч за Командное чемпионство AEW                     | 22:30 |
| 11                                                                                      | Тони Шторм победила Бритт Бейкер, Хикару Сида и Джейми Хейтер                                                                     | Четырехсторонний матч за Женское чемпионство AEW      | 14:20 |
| 12                                                                                      | Кристиан Кейдж vs Джека Перри | Матч 1х1                                              | 0:20  |
| 13                                                                                      | Крис Джерико победил Брайана Дэниелсона                                                                                           | Матч 1х1                                              | 23:40 |
| 14                                                                                      | Стинг, Дарби Аллин и Миро победили Дом Тьмы (Малакай Блэк, Броди Кинг и Бадди Мэттьюс)                                            | Матч трио                                             | 2:10  |
| 15                                                                                      | СМ Панк победил Джона Моксли | Матч за Чемпионство AEW                               | 19:55 |
| - (ч) – чемпион на начало матча - P – указывает, что матч прошёл на предварительном шоу | |                                                       |       |